# سرگرمی

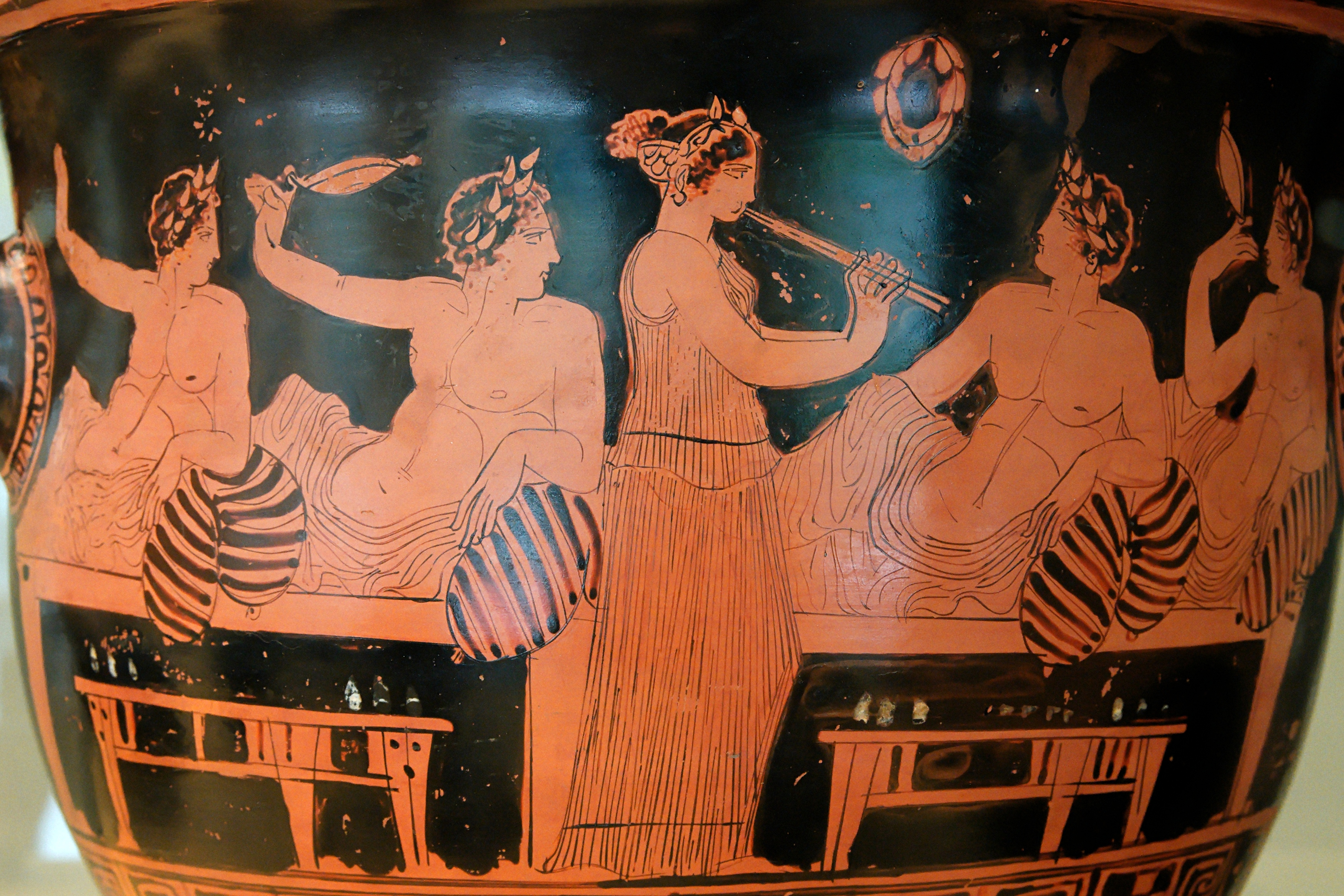
مهماندارانی که کوتابوس را می‌نوازند و دختری در حال نواختن aulos، یونان (c. 420 BCE). ضیافت و موسیقی دو سرگرمی مهم از زمان‌های قدیم بوده‌اند.

سرگرمی (به انگلیسی: Entertainment) نوعی فعالیت است که توجه و علاقه مخاطب را به خود جلب می‌کند یا باعث لذت و شادی می‌شود. این می‌تواند یک ایده یا یک کار باشد، اما به احتمال زیاد یکی از فعالیت‌ها یا رویدادهایی است که در طول هزاران سال به‌طور خاص با هدف حفظ توجه مخاطب ایجاد شده‌است.
اگرچه توجه افراد به چیزهای مختلفی جلب می‌شود، زیرا افراد ترجیح متفاوتی دارند، اکثر شکل‌های سرگرمی قابل تشخیص و آشنا هستند. داستان‌سرایی، موسیقی، نمایش، رقص و انواع مختلف اجرا در همه فرهنگ‌ها وجود دارد و در دربار سلطنتی حمایت می‌شد و به شکل‌های پیچیده تبدیل شد و به مرور زمان در دسترس همه شهروندان قرار گرفت. این فرایند در دوران مدرن توسط یک صنعت سرگرمی که محصولات سرگرمی را ضبط و به فروش می‌رساند، تسریع شده‌است. سرگرمی تکامل می‌یابد و می‌تواند متناسب با هر مقیاسی سازگار شود، اعم از فردی که یک سرگرمی خصوصی را از میان مجموعه عظیمی از محصولات ازپیش ضبط‌شده انتخاب می‌کند. به یک ضیافت برای دو نفر؛ به هر اندازه یا نوع مهمانی، با موسیقی و رقص مناسب تا اجراهایی که برای هزاران نفر در نظر گرفته شده‌است. و حتی برای یک مخاطب جهانی.
تجربه سرگرم شدن به شدت با سرگرمی مرتبط شده‌است، به طوری که یک درک رایج از این ایده سرگرمی و خنده است، اگرچه بسیاری از سرگرمی‌ها هدف جدی دارند. این ممکن است در شکل‌های مختلف مراسم، جشن، جشن مذهبی، یا طنز باشد. از این رو، این احتمال وجود دارد که آنچه به عنوان سرگرمی ظاهر می‌شود، ابزاری برای دستیابی به بینش یا رشد فکری نیز باشد.
سرگرمی در سینما به عنوان مهم ترین رکن در نظر برخی سینماگرانی مانند هیچکاک است. حتی تا این حد که سینمای وی را به خاطر سرگرم کننده بودنش متمایز از سینمای دیگر می دانند.